# August Günther (Landrat)
August Günther (geboren am 18. Mai 1909 in Siedlinghausen; gestorben am 18. Oktober 1989 in Bad Neuenahr) war ein deutscher Landrat und Oberkreisdirektor des Landkreises Soest.

## Leben
Günther war während der Zeit des Nationalsozialismus zunächst von 1933 bis 1940 als Geschäftsführer eines Textilbetriebs im Britischen Manchester beschäftigt. Vom 1. Juli 1943 bis zum 31. März 1945 fungierte er dann als Abteilungsleiter bzw. Hauptabteilungsleiter in Berlin, ebenfalls in einem Betrieb aus der Bekleidungsindustrie.
Gegen Ende des Zweiten Weltkriegs setzten ihn die Besatzungsbehörden dann als Bürgermeister von Stadt und Amt Bad Driburg ein (4. April bis 6. Mai 1945), bevor er vom 7. Mai 1945 bis zum 28. Januar 1946 als Landrat des Landkreises Soest fungierte. Mit Einrichtung der neuen Stellung des Oberkreisdirektors übernahm er schließlich ab dem 29. Januar 1946 bis zum 26. Februar 1954 diese Funktion im selben Landkreis und leitete als solcher die Verwaltung des Kreises.